# Саня Ожегович
Саня Ожегович (15 червня 1959) — югославська баскетболістка.
Бронзова призерка Олімпійських Ігор 1980 року, учасниця 1984 року.
Бронзова призерка Чемпіонату Європи 1980 року.